# Elia Ajolfi
Elia Ajolfi (Bergamo, 30 maggio 1916 – San Pellegrino Terme, 13 febbraio 2001) è stato uno scultore e disegnatore italiano.

## Biografia
Figlio di Francesco Ajolfi e Isabella Asti, apprese l'arte della scultura nei diversi materiali nella bottega del padre che aveva visto tra i suoi allievi Giacomo Manzù. Perfezionò i suoi studi all'Accademia delle belle arti di Firenze nel 1941. Espose le sue opere per la prima volta nel 1943 a Napoli. Propose poi molte mostre personali venendo ospitato a molte manifestazioni come la Biennale di Venezia nel 1948. 1950 e 1956, alla Quadriennale romana negli anni 1951, 1955 e 1959. Espose al premio Spiga di Milano nel 1956. Ajolfi produsse non solo sculture e modelli ma numerosi disegni. Nella sua lunga carriera preferì sempre produrre soggetto di animali, famosi sono i suoi disegni di cavalli di cui produrrà anche sculture. Negli anni '70 del Novecento, Ajolfi fu docente di scultura presso l'Accademia Carrara di Bergamo-

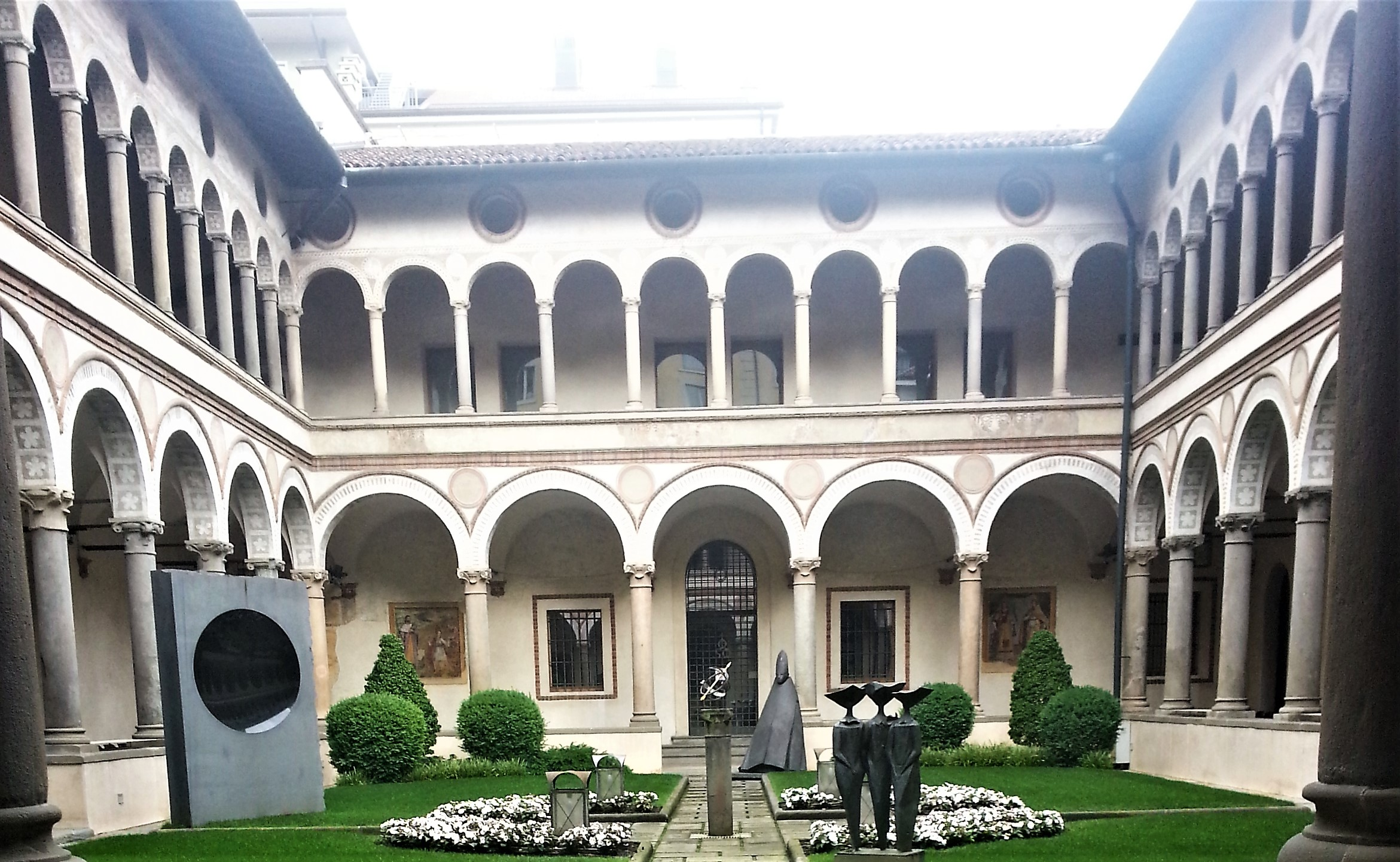
Chiostro di Santa Marta- Suore che comunicano

Ajolfi sapeva creare sculture in bronzo ma anche in ghisa e creta, ponendo attenzione alla rappresentazione di animali, creando quella che viene indicata come natura viva; aveva la capacità di riprodurre elementi nella loro semplicità e nella loro completezza senza sofismo ma in purezza in modo particolarmente plastico. Viene indicato come un animalista, un rappresentante della natura con il solo desiderio di manifestarla e di renderla visibile in modo solo apparentemente astratto, ma molto reale. Molte delle sue opere non sono presenti solo nei musei, ma anche nei parchi di Bergamo, in particolare il Pavone che fa la ruota in bronzo che era presente in piazza Dante, e dopo la riqualificazione della zona è stato nuovamente collocato. Le suore che comunicano sono esposte  nell'antico chiostro di Santa Marta di Bergamo. La corte dell'Ex convento di Santa Maria in Valmarina ospita una copia di cavalli realizzati dall'artista e concessi dalla famiglia. Di carattere completamente differente è il monumento dedicato ai caduti della località di Sotto il Monte Giovanni XXIII intitolato Le madri trasportano i corpi dei loro figli caduti realizzato nel 1960.
Ma la sua grande produzione riguarda proprio gli animali, realizzò una schiera di cavalli, pecore, tori tanto da farlo definire un autentico animalista, che ama gli animali, per lo più domestici, nella loro naturalità.
L'amministrazione comunale di Bergamo, nel 2023, ha intitolato a lui un passaggio pedonale tra le centrali vie cittadine via Ghislandi e via da Calepio.

## Elia Ajolfi nei musei
Alcuni musei di livello internazionale ospitano le sculture e i disegni di Ajolfi:
- Galleria degli Uffizi di Firenze
- Accademia dewl disegno di Firenze
- Direzione Belle Arti di Roma
- Istituto del Disegno di Pisa
- Università di Padova[9]
- Galleria civica di Gallarate
- Galleria dell'Accademia di Carrara
- Openluchtmuseum Door Beeldhouwkunst di Anversa
- Museum Koln
- Delegacion der Educacion Fisica y Deports di Madrid
- Palazzo dell'UNESCO di Parigi
- Muzeum Sztuki Medalierskiej Rynek Ratusz di Rociaw in Polonia